# خانه به خانه
خانه به خانه یک مجموعه تلویزیونی محصول سال ۱۳۷۵ به کارگردانی کیانوش عیاری،  می‌باشد که از شبکه یک پخش شد.

## بازیگران
- گیتی معینی
- محمدعلی کشاورز
- اکرم محمدی
- پروین میکده
- ثریا حکمت
- حسن مؤذنی
- رزیتا چوپان
- سپیده حسینی
- سعید آقاخانی
- سیامک اشعریون
- صادق توکلی
- علی رامز
- علی طالب‌لو
- فرخ‌لقا هوشمند
- محمد شیری
- مرجان شیرمحمدی
- ملکه رنجبر
- مونا زاهد[۲]